# ESTRACK

Stazione a terra ESA di Kiruna (Foto: ESA, S. Corvaja)

ESTRACK, acronimo di European Space Tracking, è una rete dell'ESOC di stazioni a terra utilizzate per il tracciamento delle sonde spaziali.

## Stazioni utilizzate da ESTRACK
I siti sono localizzati in diversi luoghi nel mondo in modo da massimizzare l'area di spazio osservabile. Il centro di controllo si trova a Darmstadt, in Germania.

### Stazioni di proprietà dell'ESA

#### ESTRACK Deep Space Network
Queste stazioni compongono l'ESTRACK Deep Space Network, la rete di radiotelescopi dell'ESA per mantenere il contatto continuo con le sonde interplanetarie.
- New Norcia (Australia)[4]
- Cebreros (Spagna)[5]
- Malargüe (Argentina)[6]

#### Altre stazioni
Queste stazioni vengono utilizzate per il tracciamento dei lanci e dei satelliti in orbita terrestre.
- Kiruna (Svezia)[7]
- Kourou (Guyana francese)[8]
- Redu (Belgio)[9]
- Santa Maria (Isole Azzorre, Portogallo)[10]

### Stazioni di proprietà di altri enti
Queste stazioni sono affittate da enti e aziende esterni per aumentare la capacità di tracciamento dei satelliti e durante i lanci.
- Malindi (Kenya), di proprietà dell'Agenzia Spaziale Italiana[11]
- Santiago (Cile), di proprietà della Swedish Space Corporation[12]
- South Point (Hawaii, USA), di proprietà della Swedish Space Corporation[13]
- Svalbard (Norvegia), di proprietà di Kongsberg Satellite Services[14]
- Troll (Antartide), di proprietà di Kongsberg Satellite Services[15]

### Stazioni dismesse
- Perth (Australia), ritirata dal servizio nel 2015[16]
- Maspalomas (Isole Canarie, Spagna), ceduta all'industria nel 2017[17]
- Villafranca (Spagna), ceduta all'industria nel 2017[18]

## Antenne

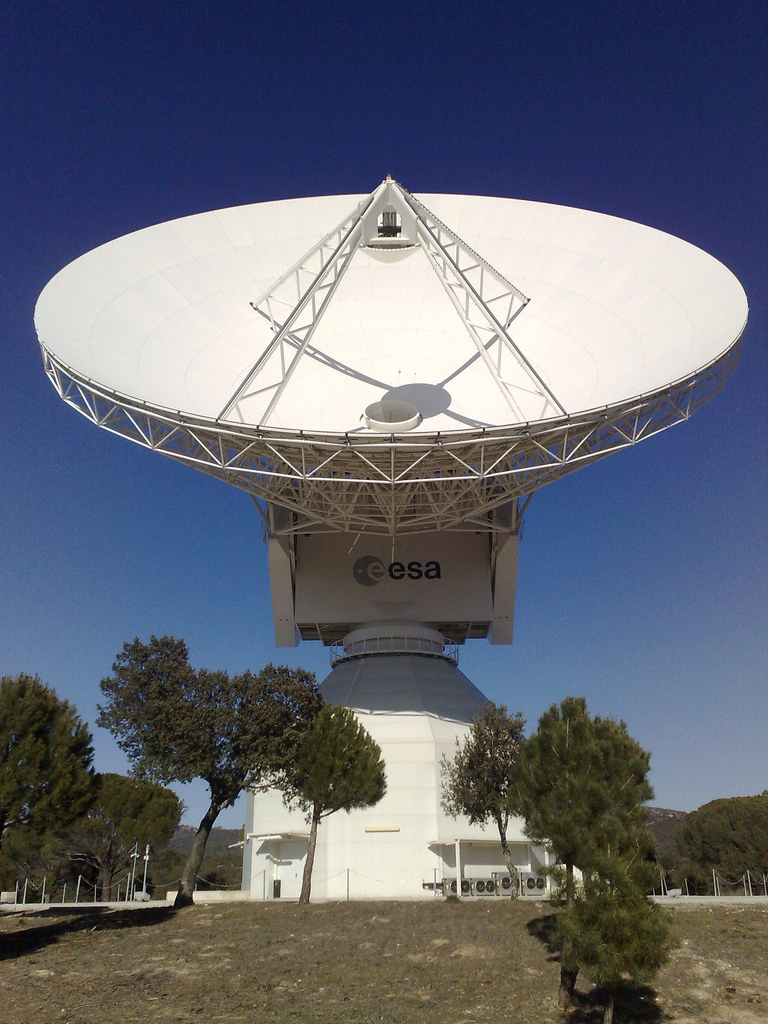
L'antenna da 35 metri di diametro della stazione di Cebreros.

Ogni stazione ESTRACK è differente: a seconda dell'antenna disponibile, ciascuna stazione può partecipare a un tipo particolare di missione spaziale. In alcune stazioni sono presenti più antenne per partecipare a missioni diverse. La rete ESTRACK dispone delle seguenti antenne:
- tracciamento delle sonde interplanetarie (ESTRACK Deep Space Network):
  - antenna da 35 metri (New Norcia, Cebreros, Malargüe)
- tracciamento dei satelliti in orbita terrestre:
  - antenna da 15 metri (Kourou, Kiruna, Redu)
  - antenna da 13 metri (Kiruna)
- tracciamento durante la fase di lancio e prima messa in orbita:
  - antenna da 5,5 metri (Santa Maria)
  - antenna da 4,5 metri (New Norcia)
  - antenna da 2 metri (Malindi)